# Vlatko Paskačić

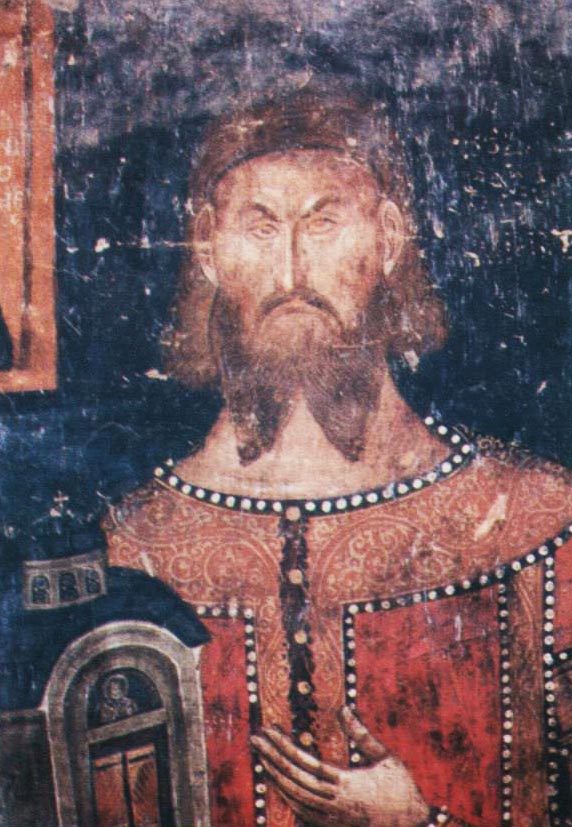
Vlatko Paskačić auf einem Fresko im Kloster Psača

Vlatko Paskačić (serbisch-kyrillisch Влатко Паскачић; † nach 1365) war ein serbischer Knes in Makedonien, der unter Zar Stefan Uroš V. die hohe Würde eines Sebastokrators trug. 

## Leben
Vlatko war der Sohn des Paskač, eines Magnaten unter Stefan Uroš IV. Dušan, und der Ozra. Mit seiner Frau Vladislava hatte er die Söhne Stefan, Uroš und Uglješa Vlatković. Zusammen mit seinem Vater gründete er um 1354 das Kloster Psača bei Rankovce, das dem Athos übertragen wurde. 
In den 1360er Jahren beherrschte Vlatko die Gespanschaft Slavište, in etwa das Gebiet zwischen Vranje in Serbien und Kriva Palanka in Makedonien, als Vasall der mächtigen Despoten Vukašin und Uglješa Mrnjavčević. Nach dem Tod des Despoten Dejan um 1365 wurde er von den Mrnjavčevići als Verweser über dessen Domänen zwischen Vardar und Struma eingesetzt, da Dejans Söhne und rechtmäßigen Erben Jovan und Konstantin Dragaš noch zu jung waren. Unbekannt ist, wann und durch welche Umstände er starb.